# (8819) Chrisbondi
(8819) Chrisbondi est un astéroïde de la ceinture principale.

## Description
(8819) Chrisbondi est un astéroïde de la ceinture principale. Il fut découvert le 14 septembre 1985 à La Silla par Henri Debehogne. Il présente une orbite caractérisée par un demi-grand axe de 2,79 UA, une excentricité de 0,17 et une inclinaison de 9,4° par rapport à l'écliptique.

## Compléments